# Тенрю (река)
Тенрю (яп. 天竜川 тэнрю:-гава) — река в Японии. Её длина — 213 км, площадь водосбора — 5090 км².
Тэнрю берёт своё начало из озера Сува-Ко в городе Окая (или же под горой Акадаке к востоку от озера Сува, в таком случае река протекает через озеро). Она течёт на юг через горные ущелья, отделяя хребет Кисо (Центральные Японские Альпы) на западе от хребта Акаиси (Южные Японские Альпы) на востоке, по пути в неё впадают реки Мибу (三峰川) и Косибу (小渋川). Река протекает по впадине Инадани (伊那谷) и выходит на равнину Энсю, после чего впадает в плёс Энсю-Нада Тихого океана.
На территории её бассейна проживает около 720 тыс. человек. Согласно японской классификации, Тенрю является рекой первого класса. 